# Warehouse 13/Episodenliste

Logo zur Serie

Diese Episodenliste enthält alle Episoden der US-amerikanischen Science-Fiction-Serie Warehouse 13, sortiert nach der US-amerikanischen Erstausstrahlung. Zwischen 2009 und 2014 entstanden in fünf Staffeln 64 Episoden mit einer Länge von jeweils 42 Minuten.

## Übersicht
| Staffel | Episodenanzahl | Erstausstrahlung USA | Erstausstrahlung USA | Deutschsprachige Erstausstrahlung | Deutschsprachige Erstausstrahlung |
| Staffel | Episodenanzahl | Staffelpremiere      | Staffelfinale        | Staffelpremiere                   | Staffelfinale                     |
| ------- | -------------- | -------------------- | -------------------- | --------------------------------- | --------------------------------- |
| 1       | 12             | 7. Juli 2009         | 22. September 2009   | 20. September 2010                | 7. Oktober 2010                   |
| 2       | 13             | 6. Juli 2010         | 7. Dezember 2010     | 2. Mai 2011                       | 11. Mai 2011                      |
| 3       | 13             | 11. Juli 2011        | 6. Dezember 2011     | 9. Mai 2012                       | 21. Mai 2012                      |
| 4       | 20             | 23. Juli 2012        | 8. Juli 2013         | 8. Mai 2013                       | 11. Juni 2014                     |
| 5       | 6              | 14. April 2014       | 19. Mai 2014         | 11. November 2014                 | 25. November 2014                 |

## Staffel 1
Die Erstausstrahlung der ersten Staffel war vom 7. Juli bis zum 22. September 2009 auf dem US-amerikanischen Kabelsender Syfy zu sehen. Die deutschsprachige Erstausstrahlung sendete der deutsche Pay-TV-Sender Syfy vom 31. März bis zum 6. Oktober 2010.
| Nr. (ges.) | Nr. (St.) | Deutscher Titel            | Originaltitel | Erstausstrahlung USA | Deutschsprachige Erstausstrahlung (D)         | Regie              | Drehbuch                                                                                    |
| ---------- | --------- | -------------------------- | ------------- | -------------------- | --------------------------------------------- | ------------------ | ------------------------------------------------------------------------------------------- |
| 1          | 1         | Der Kamm der Borgia        | Pilot         | 7. Juli 2009         | 20. Sep. 2010 (Teil 1) 21. Sep. 2010 (Teil 2) | Jace Alexander     | Handlung: Brent Mote & Jane Espenson Schauspiel: Brent Mote & Jane Espenson & David Simkins |
| 2          | 2         | Der Klang der Musik        | Resonance     | 14. Juli 2009        | 22. Sep. 2010                                 | Vincent Misiano    | David Simkins                                                                               |
| 3          | 3         | Unterbewusstes Verlangen   | Magnetism     | 21. Juli 2009        | 23. Sep. 2010                                 | Jace Alexander     | Jack Kenny                                                                                  |
| 4          | 4         | Das Rheticus-Experiment    | Claudia       | 28. Juli 2009        | 27. Sep. 2010                                 | Stephen Surjik     | Drew Z. Greenberg                                                                           |
| 5          | 5         | Die Elemente der Macht     | Elements      | 4. Aug. 2009         | 28. Sep. 2010                                 | Ken Girotti        | Handlung: Dana Baratta & Jack Kenny Schauspiel: Jack Kenny & David Simkins                  |
| 6          | 6         | Das Rückgrat des Sarazenen | Burnout       | 11. Aug. 2009        | 29. Sep. 2010                                 | Constantine Makris | Matthew Federman & Stephen Scaia                                                            |
| 7          | 7         | Das Schwert des Samurai    | Implosion     | 18. Aug. 2009        | 30. Sep. 2010                                 | Vincent Misiano    | Bob Goodman                                                                                 |
| 8          | 8         | Gefangen im Spiegel        | Duped         | 25. Aug. 2009        | 4. Okt. 2010                                  | Michael W. Watkins | Ben Raab & Deric A. Hughes                                                                  |
| 9          | 9         | Die Visionen der Reue      | Regrets       | 1. Sep. 2009         | 5. Okt. 2010                                  | Michael W. Watkins | Tamara Becher                                                                               |
| 10         | 10        | Das Tribunal der Räte      | Breakdown     | 8. Sep. 2009         | 6. Okt. 2010                                  | Eric Laneuville    | Michael P. Fox & Ian Stokes                                                                 |
| 11         | 11        | Die Macht der Worte        | Nevermore     | 15. Sep. 2009        | 7. Okt. 2010                                  | Tawnia McKiernan   | David Simkins                                                                               |
| 12         | 12        | Ein Ende mit Schrecken     | MacPherson    | 22. Sep. 2009        | 7. Okt. 2010                                  | Stephen Surjik     | Jack Kenny                                                                                  |

## Staffel 2
Die Erstausstrahlung der zweiten Staffel war vom 6. Juli bis zum 7. Dezember 2010 auf dem US-amerikanischen Kabelsender Syfy zu sehen. Die deutschsprachige Erstausstrahlung sendete der deutsche Pay-TV-Sender Syfy vom 2. bis zum 11. Mai 2011.
| Nr. (ges.) | Nr. (St.) | Deutscher Titel                  | Originaltitel      | Erstausstrahlung USA | Deutschsprachige Erstausstrahlung (D) | Regie              | Drehbuch                             |
| ---------- | --------- | -------------------------------- | ------------------ | -------------------- | ------------------------------------- | ------------------ | ------------------------------------ |
| 13         | 1         | Die Perle der Weisheit           | Time Will Tell     | 6. Juli 2010         | 2. Mai 2011                           | Stephen Surjik     | Jack Kenny                           |
| 14         | 2         | In der Maske des Helden          | Mild Mannered      | 13. Juli 2010        | 2. Mai 2011                           | Constantine Makris | Benjamin Raab & Deric A. Hughes      |
| 15         | 3         | Unheimliches in Univille         | Beyond Our Control | 20. Juli 2010        | 3. Mai 2011                           | Constantine Makris | David Simkins                        |
| 16         | 4         | Der Preis der Jugend             | Age Before Beauty  | 27. Juli 2010        | 3. Mai 2011                           | Tawnia McKiernan   | Andrew Kreisberg                     |
| 17         | 5         | Das Hirn des Konstrukteurs       | 13.1               | 3. Aug. 2010         | 4. Mai 2011                           | Chris Fisher       | Ian Stokes                           |
| 18         | 6         | Am Rande des Wahnsinns           | Around the Bend    | 10. Aug. 2010        | 4. Mai 2011                           | Tawnia McKiernan   | Bob Goodman                          |
| 19         | 7         | Der Zaubertrank der Wikinger     | For the Team       | 17. Aug. 2010        | 5. Mai 2011                           | Tawnia McKiernan   | Drew Z. Greenberg                    |
| 20         | 8         | Im Körper des Kollegen           | Merge with Caution | 24. Aug. 2010        | 5. Mai 2011                           | Anton Cropper      | Nell Scovell                         |
| 21         | 9         | Der Rächer aus der Vergangenheit | Vendetta           | 31. Aug. 2010        | 9. Mai 2011                           | Matt Earl Beesley  | Michael P. Fox                       |
| 22         | 10        | Zeitreise in die Sechziger       | Where and When     | 7. Sep. 2010         | 9. Mai 2011                           | Stephen Cragg      | Drew Z. Greenberg & Andrew Kreisberg |
| 23         | 11        | Das Vermächtnis der Ägypter      | Buried             | 14. Sep. 2010        | 10. Mai 2011                          | Stephen Surjik     | Robyn Adams & Mike Johnson           |
| 24         | 12        | Der Dreizack der Verdammnis      | Reset              | 21. Sep. 2010        | 10. Mai 2011                          | Constantine Makris | Jack Kenny & Nell Scovell            |
| 25         | 13        | Der Geist der Weihnacht          | Secret Santa       | 7. Dez. 2010         | 11. Mai 2011                          | Jack Kenny         | Bob Goodman                          |

## Staffel 3
Die Erstausstrahlung der dritten Staffel war vom 11. Juli bis zum 6. Dezember 2011 auf dem US-amerikanischen Kabelsender Syfy zu sehen. Die deutschsprachige Erstausstrahlung sendete der deutsche Pay-TV-Sender Syfy vom 9. bis zum 21. Mai 2012.
| Nr. (ges.) | Nr. (St.) | Deutscher Titel                   | Originaltitel         | Erstausstrahlung USA | Deutschsprachige Erstausstrahlung (D) | Regie              | Drehbuch                                                               |
| ---------- | --------- | --------------------------------- | --------------------- | -------------------- | ------------------------------------- | ------------------ | ---------------------------------------------------------------------- |
| 26         | 1         | Das Buch des Mimen                | The New Guy           | 11. Juli 2011        | 9. Mai 2012                           | Stephen Surjik     | Jack Kenny                                                             |
| 27         | 2         | Die Zeit des Vergessens           | Trials                | 18. Juli 2011        | 9. Mai 2012                           | Constantine Makris | Drew Z. Greenberg                                                      |
| 28         | 3         | Der Fluch des Golem               | Love Sick             | 25. Juli 2011        | 10. Mai 2012                          | Tawnia McKiernan   | Andrew Kreisberg                                                       |
| 29         | 4         | Der Stachel der Königin           | Queen for a Day       | 1. Aug. 2011         | 14. Mai 2012                          | Jeremiah Chechik   | Holly Harold                                                           |
| 30         | 5         | Das Horn von Jericho              | 3…2…1…                | 8. Aug. 2011         | 14. Mai 2012                          | Chris Fisher       | Bob Goodman                                                            |
| 31         | 6         | Das Spiel der Angst               | Don’t Hate the Player | 15. Aug. 2011        | 15. Mai 2012                          | Chris Fisher       | Ian Stokes                                                             |
| 32         | 7         | Die Wunden der Vergangenheit      | Past Imperfect        | 22. Aug. 2011        | 15. Mai 2012                          | Tawnia McKiernan   | Nell Scovell                                                           |
| 33         | 8         | Das Symbol der Anarchie           | The 40th Floor        | 29. Aug. 2011        | 16. Mai 2012                          | Chris Fisher       | Benjamin Raab & Deric A. Hughes                                        |
| 34         | 9         | Die Schatten des Schreckens       | Shadows               | 12. Sep. 2011        | 16. Mai 2012                          | Tawnia McKiernan   | Bob Goodman & Holly Harold                                             |
| 35         | 10        | Der Hunger der lebenden Toten     | Insatiable            | 19. Sep. 2011        | 17. Mai 2012                          | Constantine Makris | Benjamin Raab & Deric A. Hughes                                        |
| 36         | 11        | Die Münze des Janus               | Emily Lake            | 3. Okt. 2011         | 17. Mai 2012                          | Millicent Shelton  | Nell Scovell & Ian Stokes                                              |
| 37         | 12        | Die Saat des Bösen                | Stand                 | 3. Okt. 2011         | 21. Mai 2012                          | Stephen Surjik     | Andrew Kreisberg & Drew Z. Greenberg                                   |
| 38         | 13        | Ist das Agentenleben nicht schön? | The Greatest Gift     | 6. Dez. 2011         | 21. Mai 2012                          | Jack Kenny         | Handlung: Mike Johnson & John-Paul Nickel Schauspiel: John-Paul Nickel |

## Staffel 4
Die Erstausstrahlung der vierten Staffel war vom 23. Juli 2012 bis zum 8. Juli 2013 auf dem US-amerikanischen Kabelsender Syfy zu sehen. Die deutschsprachige Erstausstrahlung sendete der deutsche Pay-TV-Sender Syfy vom 8. Mai 2013 bis zum 11. Juni 2014.
| Nr. (ges.) | Nr. (St.) | Deutscher Titel                        | Originaltitel             | Erstausstrahlung USA | Deutschsprachige Erstausstrahlung (D) | Regie              | Drehbuch                        |
| ---------- | --------- | -------------------------------------- | ------------------------- | -------------------- | ------------------------------------- | ------------------ | ------------------------------- |
| 39         | 1         | Der Funke der Hoffnung                 | A New Hope                | 23. Juli 2012        | 8. Mai 2013                           | Chris Fisher       | Jack Kenny                      |
| 40         | 2         | Die Rückkehr von den Toten             | An Evil Within            | 30. Juli 2012        | 9. Mai 2013                           | Constantine Makris | Holly Harold                    |
| 41         | 3         | Die Jagd auf die Artefakte             | Personal Effects          | 6. Aug. 2012         | 9. Mai 2013                           | Andrew Seklir      | Ian Stokes                      |
| 42         | 4         | Die Leiden der Anderen                 | There’s Always a Downside | 13. Aug. 2012        | 15. Mai 2013                          | Constantine Makris | Drew Z. Greenberg               |
| 43         | 5         | Wenn Wünsche wahr werden               | No Pain, No Gain          | 20. Aug. 2012        | 15. Mai 2013                          | Jay Chandrasekhar  | Nell Scovell                    |
| 44         | 6         | Die Scherbe des Spiegels               | Fractures                 | 27. Aug. 2012        | 16. Mai 2013                          | Chris Fisher       | Benjamin Raab & Deric A. Hughes |
| 45         | 7         | Das Geheimnis der Riesen               | Endless Wonder            | 10. Sep. 2012        | 16. Mai 2013                          | Michael McMurray   | Bob Goodman                     |
| 46         | 8         | Die Rüstung der Spartaner              | Second Chance             | 17. Sep. 2012        | 22. Mai 2013                          | Constantine Makris | Diego Gutierrez                 |
| 47         | 9         | Die Rettung der Liebsten               | The Ones You Love         | 24. Sep. 2012        | 22. Mai 2013                          | Howie Deutch       | Nell Scovell                    |
| 48         | 10        | Das Gift der Orchidee                  | We All Fall Down          | 1. Okt. 2012         | 23. Mai 2013                          | Chris Fisher       | Holly Harold                    |
| 49         | 11        | Das Artefakt des Grafen                | The Living and the Dead   | 29. Apr. 2013        | 14. Mai 2014                          | Millicent Shelton  | Drew Z. Greenberg               |
| 50         | 12        | Die letzten Menschen auf der Erde      | Parks and Rehabilitation  | 6. Mai 2013          | 14. Mai 2014                          | Larry Teng         | Ian Stokes                      |
| 51         | 13        | Der Fall des vermissten Jade-Elefanten | The Big Snag              | 13. Mai 2013         | 21. Mai 2014                          | Chris Fisher       | John-Paul Nickel                |
| 52         | 14        | Die Magie des Schwebens                | The Sky’s the Limit       | 20. Mai 2013         | 21. Mai 2014                          | Jack Kenny         | Michael Jones-Morales           |
| 53         | 15        | Im Bann der Urangst                    | Instinct                  | 3. Juni 2013         | 28. Mai 2014                          | Jennifer Lynch     | Bob Goodman                     |
| 54         | 16        | Die Amphore von Pompeji                | Runaway                   | 10. Juni 2013        | 28. Mai 2014                          | Matthew Hastings   | Ian D. Maddox & Marque Franklin |
| 55         | 17        | Die Last der Sünden                    | What Matters Most         | 17. Juni 2013        | 4. Juni 2014                          | Chris Fisher       | Diego Gutierrez                 |
| 56         | 18        | Der Schatz des Piraten                 | Lost & Found              | 24. Juni 2013        | 4. Juni 2014                          | Howie Deutch       | Benjamin Raab & Deric A. Hughes |
| 57         | 19        | Der Stein der Weisen                   | All The Time In the World | 1. Juli 2013         | 11. Juni 2014                         | Chris Fisher       | Holly Harold                    |
| 58         | 20        | Der Weg zur Unsterblichkeit            | The Truth Hurts           | 8. Juli 2013         | 11. Juni 2014                         | Jack Kenny         | Drew Z. Greenberg               |

## Staffel 5
Die Erstausstrahlung der fünften Staffel war vom 14. April bis zum 19. Mai 2014 auf dem US-amerikanischen Kabelsender Syfy zu sehen. Die deutschsprachige Erstausstrahlung sendete der deutsche Pay-TV-Sender Syfy vom 11. bis zum 25. November 2014. Die erste Ausstrahlung im deutschen Free-TV war bei RTL II zwischen 1. Mai und 29. Mai 2015 zu sehen.
| Nr. (ges.) | Nr. (St.) | Deutscher Titel             | Originaltitel       | Erstausstrahlung USA | Deutschsprachige Erstausstrahlung (D) | Regie                 | Drehbuch                        |
| ---------- | --------- | --------------------------- | ------------------- | -------------------- | ------------------------------------- | --------------------- | ------------------------------- |
| 59         | 1         | Der Anfang vom Ende         | Endless Terror      | 14. Apr. 2014        | 11. Nov. 2014                         | Jack Kenny            | Jack Kenny                      |
| 60         | 2         | Das Mysterium der Spieluhr  | Secret Services     | 21. Apr. 2014        | 11. Nov. 2014                         | Robert Duncan McNeill | Bob Goodman                     |
| 61         | 3         | Das Festival der Helden     | A Faire to Remember | 28. Apr. 2014        | 18. Nov. 2014                         | Matt Birman           | Holly Harold                    |
| 62         | 4         | Im Strudel der Leidenschaft | Savage Seduction    | 5. Mai 2014          | 18. Nov. 2014                         | Jack Kenny            | Diego Gutierrez                 |
| 63         | 5         | Warehouse 14                | Cangku Shisi        | 12. Mai 2014         | 25. Nov. 2014                         | Michael McMurray      | Benjamin Raab & Deric A. Hughes |
| 64         | 6         | Endloses Staunen            | Endless             | 19. Mai 2014         | 25. Nov. 2014                         | Jack Kenny            | John-Paul Nickel                |